# Göbitz
Göbitz ist eine Ortschaft der Gemeinde Elsteraue im Burgenlandkreis in Sachsen-Anhalt.

## Geografie
Göbitz liegt nördlich von Zeitz. Zu Göbitz gehören die Ortsteile Göbitz, Maßnitz und Torna. Geprägt wird die Ortschaft durch sein Wassergrabensystem, das aus der Weißen Elster entspringt. In Göbitz befindet sich die ehemalige Wasserburg Werbenhain. Dort findet jährlich das Parkfest statt, dass überregionale Bekanntheit genießt. Der Ort ist an den Elster-Radwanderweg angebunden.